# Црвица (Бајина Башта)
Црвица је насеље у Србији у општини Бајина Башта у Златиборском округу. Према попису из 2022. било је 582 становника.
Овде се налазе Црква Светог Пантелејмона у Црвици и Млекара Спасојевић.

## Географија
Црвица се налази поред Бајине Баште и Скелана на реци Дрини. На другој обали Дрине се налази истоимено насеље Црвица.

## Демографија
У насељу Црвица живи 605 пунолетних становника, а просечна старост становништва износи 41,3 година (39,4 код мушкараца и 43,1 код жена). У насељу има 253 домаћинства, а просечан број чланова по домаћинству је 2,99.
Ово насеље је великим делом насељено Србима (према попису из 2002. године), а у последња три пописа, примећен је пад у броју становника.
|  |

| Демографија | Демографија | Демографија |
| Година      | Становника  | Становника  |
| ----------- | ----------- | ----------- |
| 1948.       | 1.168       |             |
| 1953.       | 1.162       |             |
| 1961.       | 1.099       |             |
| 1971.       | 1.043       |             |
| 1981.       | 865         |             |
| 1991.       | 812         | 798         |
| 2002.       | 756         | 764         |

| Етнички састав према попису из 2002.‍ | Етнички састав према попису из 2002.‍ | Етнички састав према попису из 2002.‍ | Етнички састав према попису из 2002.‍ | Етнички састав према попису из 2002.‍ |
| ------------------------------------ | ------------------------------------ | ------------------------------------ | ------------------------------------ | ------------------------------------ |
|                                      |                                      |                                      |                                      |                                      |
| Срби                                 | Срби                                 |                                      | 753                                  | 99,60%                               |
| Црногорци                            | Црногорци                            |                                      | 1                                    | 0,13%                                |
| Хрвати                               | Хрвати                               |                                      | 1                                    | 0,13%                                |
| Муслимани                            | Муслимани                            |                                      | 1                                    | 0,13%                                |
| непознато                            | непознато                            |                                      | 0                                    | 0,0%                                 |

| Година пописа     | 1948. | 1953. | 1961. | 1971. | 1981. | 1991. | 2002. |
| ----------------- | ----- | ----- | ----- | ----- | ----- | ----- | ----- |
| Број домаћинстава | 195   | 190   | 218   | 229   | 237   | 253   | 253   |

| Број чланова      | 1  | 2  | 3  | 4  | 5  | 6  | 7 | 8 | 9 | 10 и више | Просек |
| ----------------- | -- | -- | -- | -- | -- | -- | - | - | - | --------- | ------ |
| Број домаћинстава | 59 | 61 | 38 | 43 | 30 | 16 | 5 | 1 | 0 | 0         | 2,99   |

| Пол    | Укупно | Неожењен/Неудата | Ожењен/Удата | Удовац/Удовица | Разведен/Разведена | Непознато |
| ------ | ------ | ---------------- | ------------ | -------------- | ------------------ | --------- |
| Мушки  | 316    | 97               | 185          | 19             | 15                 | 0         |
| Женски | 326    | 53               | 187          | 76             | 10                 | 0         |
| УКУПНО | 642    | 150              | 372          | 95             | 25                 | 0         |

| Пол    | Укупно                    | Пољопривреда, лов и шумарство | Рибарство                            | Вађење руде и камена | Прерађивачка индустрија       |
| ------ | ------------------------- | ----------------------------- | ------------------------------------ | -------------------- | ----------------------------- |
| Мушки  | 171                       | 36                            | 1                                    | 0                    | 63                            |
| Женски | 88                        | 37                            | 0                                    | 0                    | 27                            |
| УКУПНО | 259                       | 73                            | 1                                    | 0                    | 90                            |
| Пол    | Производња и снабдевање   | Грађевинарство                | Трговина                             | Хотели и ресторани   | Саобраћај, складиштење и везе |
| Мушки  | 9                         | 32                            | 10                                   | 3                    | 11                            |
| Женски | 0                         | 1                             | 4                                    | 8                    | 1                             |
| УКУПНО | 9                         | 33                            | 14                                   | 11                   | 12                            |
| Пол    | Финансијско посредовање   | Некретнине                    | Државна управа и одбрана             | Образовање           | Здравствени и социјални рад   |
| Мушки  | 1                         | 0                             | 1                                    | 2                    | 0                             |
| Женски | 1                         | 1                             | 1                                    | 4                    | 3                             |
| УКУПНО | 2                         | 1                             | 2                                    | 6                    | 3                             |
| Пол    | Остале услужне активности | Приватна домаћинства          | Екстериторијалне организације и тела | Непознато            | Непознато                     |
| Мушки  | 1                         | 0                             | 0                                    | 1                    | 1                             |
| Женски | 0                         | 0                             | 0                                    | 0                    | 0                             |
| УКУПНО | 1                         | 0                             | 0                                    | 1                    | 1                             |